# Штатенберк
Штатенберк (словен. Štatenberk) — поселення в общині Мокроног-Требелно, регіон Південно-Східна Словенія, Словенія.